# Михајло Веснић
Михајло Веснић (Ужице, 5. јануара 2001) српски је фудбалер који тренутно наступа за ФАП, на позајмици из лучанске Младости.

## Каријера
Веснић је један од играча који су учествовали у освајању Омладинске лиге Западне Србије током такмичарске 2018/19. Раду са првим тимом лучанске Младости прикључен током наредне сезоне. У Суперлиги Србије је дебитовао у поразу од нишког Радничког, у децембру 2019. на Чаиру, ушавши у игру пред крај сусрета. Одиграо је целу утакмицу у осмини финала Купа Србије 2020. године када је суботички Спартак прошао даље након успешнијег извођења једанаестераца. Нешто касније је ушао у игру на првенственом сусрету с екипом Новог Пазара. Одиграо је утакмицу последњег кола за такмичарску 2021/22. када је Младост победила Спартак резултатом 2 : 1. Наредне сезоне се усталио у саставу своје екипе са статусом бонус фудбалера. Први погодак у професионалној конкуренцији постигао је у победи над сурдуличким Радником 14. августа 2022. У јулу 2023. прослеђен је на позајмицу прибојском Фапу.

## Статистика

### Клупска
Ажурирано 29. августа 2023.
| Клуб           | Сезона   | Лига             | Лига | Лига | Национални куп | Национални куп | Европа | Европа | Остало | Остало | Укупно | Укупно |
| Клуб           | Сезона   | Дивизија         |      | Гол  |                | Гол            |        | Гол    |        | Гол    |        | Гол    |
| -------------- | -------- | ---------------- | ---- | ---- | -------------- | -------------- | ------ | ------ | ------ | ------ | ------ | ------ |
| Младост Лучани | 2019/20. | Суперлига Србије | 1    | 0    | 0              | 0              | —      | —      | —      | —      | 1      | 0      |
| Младост Лучани | 2020/21. | Суперлига Србије | 1    | 0    | 1              | 0              | —      | —      | —      | —      | 2      | 0      |
| Младост Лучани | 2021/22. | Суперлига Србије | 1    | 0    | —              | —              | —      | —      | —      | —      | 1      | 0      |
| Младост Лучани | 2022/23. | Суперлига Србије | 18   | 1    | 1              | 0              | —      | —      | —      | —      | 19     | 1      |
| Младост Лучани | Укупно   | Укупно           | 21   | 1    | 2              | 0              | —      | —      | —      | —      | 23     | 1      |